# Bruzzano Zeffirio
Bruzzano Zeffirio és un comune (municipi) de la Ciutat metropolitana de Reggio de Calàbria, a la regió italiana de Calàbria, situat a uns 110 km al sud-oest de Catanzaro i a uns 40 km al sud-est de Reggio de Calàbria. A 1 de gener de 2019 la seva població era de 1.094 habitants.